# Kigonsera
Kigonsera (auch Kingonsera) ist ein Verwaltungsbezirk (Ward) des Distrikts Mbinga in der tansanischen Region Ruvuma.

## Geografie
Kigonsera liegt im Südwesten von Tansania etwa 65 Kilometer Luftlinie westlich der Regionshauptstadt Songea und 40 Kilometer östlich vom Malawisee. Der Bezirk grenzt im Norden an Ruanda, im Osten an Amani Makoro und Mkako, im Südosten an Magagula im Distrikt Songea, im Süden an Kitanda und Ugiri des Distrikts Mbinga (TC) und im Westen an Kihangi Mahuka, Lukarasi und Mhongozi. Bei der Volkszählung 2022 lebten 13.323 Menschen in 3456 Haushalten auf einer Fläche von 157 Quadratkilometern.

## Gliederung
Der Bezirk besteht aus vier Gemeinden (Mtaa) mit 31 Orten (Kitongoji):
| Kingosera - Halale - Matarawe - Minazi - Mkurusi - Mhekai - Matanda - Intaki - Laini - Misufini - Misheni - Minazi Juu - Kiamili - Matemanga - Chang'ombe - Mbula - Mchumba | Litorongi - Mkwela - Nsenga - Ngalilamwana - Matanda - Ntungu - Ntele | Mihango - Lami - Mungaka - Mheza - Laini | Mkurumusi - Mkotai - Nandinga - Mungaka - Lipomoto - Nakapemba |

## Infrastruktur
- Bildung: Im Bezirk liegen fünf weiterführende Schulen, drei davon sind staatlich und zwei werden privat geführt.[8] Die staatliche Kigonsera Secondary School ist eine Internatsschule mit einer Ausbildung bis zur 6. Stufe.[9] Die Kiamili Secondary School ist eine Tagesschule,[10] die Mbinga Girls’ Secondary School eine Internatsschule,[11] die beide bis zur 4. Stufe ausbilden. Die Kigonsera Catechist Secondary School ist eine römisch-katholische Schule,[12] ebenfalls koedukativ geführt wird die Kampala-Junior Secondary School.[13] Im Jahr 2023 wurde ein Lehrerausbildungszentrum eröffnet.[14]
- Gesundheit: In Kigonsera gibt es ein privates Gesundheitszentrum[15] und in den drei Gemeinden Kigosera,[16] Litorongi[17] und Mkurumusi[18] je eine staatliche Apotheke. Das Gesundheitszentrum bietet 96 Betten sowie ambulante Versorgung und hat eine Entbindungs- und eine Zahnstation.[19]
- Verkehr: Die asphaltierte Nationalstraße von Songea zum Malawisee verläuft durch Kigonsera.[20]